# Epibreren
Epibreren is een Nederlands werkwoord dat in 1954 gepubliceerd werd door Simon Carmiggelt. De betekenis is het verrichten van niet nader gespecificeerd werk dat heel voornaam lijkt, maar desondanks helemaal niets voorstelt. Degene die het woord gebruikt zegt bijvoorbeeld op een vergadering dat hij een en ander gaat epibreren en vertrouwt erop dat de overige aanwezigen dat voor zoete koek slikken.

## Oorsprong
Carmiggelt zei ooit in een interview dat hij het woord niet zelf verzonnen had, maar het in 1953 had gehoord van een ambtenaar die hem wegzond omdat het stuk waarop Carmiggelt zat te wachten, nog "geëpibreerd" moest worden. In de bewuste Kronkel, gepubliceerd in de bundel Ping pong, schrijft Carmiggelt:
‘Ik wou eens vragen,’ zei ik moeilijk, ‘u sprak zoëven van epibreren… het zal wel erg dom van me zijn, maar wat is dat eigenlijk?’

Een gemompel van bijval ging door de rijen en ook de ambtenaar keek licht ontroerd, toen hij mijn hand greep en sprak: ‘Dit is werkelijk een heel bijzonder ogenblik, meneer.’

‘Waarom?’ antwoordde ik.

‘Omdat u vraagt wat het betekent,’ zei de man. ‘Het betekent namelijk niets. Het is gewoon maar een woord. Ik heb het zelf verzonnen. Op een dag was er een lastige heer aan het loket, die ons haast wilde laten maken met een kwestie, die zijn tijd moest hebben. Ik zei: ‘Meneer, u hebt groot gelijk, maar geef ons nog een weekje om de zaak te epibreren. Het woord kwam vanzelf uit mijn volheid tevoorschijn. En het werkte uitnemend: de man ging getroost heen.’

## Andere betekenissen
"Epibreren" is tevens de naam van een fictief Waddeneiland bedacht door De Dichters uit Epibreren, waar zij ook hun naam aan ontleend hebben. Zeer waarschijnlijk heeft dit Groningse gezelschap de naam weer van Carmiggelt. Zij verwijzen op de website, die "Het eiland Epibreren" beschrijft, naar een "wild weekend" dat Carmiggelt en Renate Rubinstein daar in 1953 zouden hebben doorgebracht en om dit voor Carmiggelts vrouw te verdoezelen, zou hij het werkwoord epibreren ingevoerd hebben.

## In het Duits
In het Duits bestaat het woord 'epibrieren'. De oorsprong hiervan is onduidelijk. Het woord kreeg er landelijke bekendheid  toen de oplichter Jürgen Harksen het in 2007 in een interview gebruikte. Het kan echter niet worden uitgesloten dat het ook in Duitsland optredende ensemble De Dichters uit Epibreren het ca. 2000 over de grens heeft geïntroduceerd.